# بنجامين بوسيو
بنجامين بوسيو ريتشاردسون (بالإنجليزية: Benjamin Bocio Richardson) (من مواليد 27 أبريل 1996 في سانتو دومينغو، جمهورية الدومينيكان) هو طبيب أسنان، رائد أعمال، عارض أزياء وناشط إنساني. عُرف بفضل عمله في المجالات الإنسانية وريادة الأعمال وعرض الأزياء، حيث شارك في تأسيس منظمة خيرية وأطلق مبادرة "الصناديق الحيوية" خلال جائحة كوفيد-19 لدعم الأسر ذات الدخل المحدود.

## العمل الإنساني
كرّس جهوده لتقديم الرعاية الطبية وطب الأسنان للمجتمعات ذات الدخل المحدود في جنوب جمهورية الدومينيكان. كما قام بإنشاء مبادرات لدعم الفئات الضعيفة، ومنها مبادرة "الصناديق الحيوية" خلال جائحة كوفيد-19.

## الجوائز والتكريم
أصبح بوسيو أول دومينيكاني يحصل على جائزة ديانا عام 2021. كما نال الجائزة الوطنية للشباب في جمهورية الدومينيكان عام 2022، والجائزة الوطنية للتضامن التطوعي عام 2019.